# Rositsa Spasova
Rositsa Spasova (en búlgaro: Росица Спасова, 28 de noviembre de 1954) es una deportista búlgara que compitió en remo. Ganó dos medallas en el Campeonato Mundial de Remo, bronce en 1977 y oro en 1978.

## Palmarés internacional
| Campeonato Mundial | Campeonato Mundial        | Campeonato Mundial | Campeonato Mundial       |
| Año                | Lugar                     | Medalla            | Prueba                   |
| ------------------ | ------------------------- | ------------------ | ------------------------ |
| 1977               | Ámsterdam (Países Bajos)  | Medalla de bronce  | Cuatro scull con timonel |
| 1978               | Cambridge (Nueva Zelanda) | Medalla de oro     | Cuatro scull con timonel |